# Altiphylax baturensis
Espèce
Synonymes
- Tenuidactylus baturensis Khan & Baig, 1992
- Cyrtopodion baturense (Khan & Baig, 1992)

Altiphylax baturensis est une espèce de geckos de la famille des Gekkonidae.

## Répartition
Cette espèce est endémique du Gilgit-Baltistan au Pakistan.

## Étymologie
Son nom d'espèce, composé de batur[a] et du suffixe latin -ense, « qui vit dans, qui habite », lui a été donné en référence au lieu de sa découverte, le glacier du Batura.

## Publication originale
- Khan & Baig, 1992 : A new Tenuidactylus gecko from northeastern Gilit Agency, north Pakistan. Pakistan Journal of Zoology, vol. 24, no 4, p. 273-277.